# On Thorns I Lay
On Thorns I Lay (v překladu Na trní ležím) je řecká kapela, která byla založena roku 1995 v Athénách. Začali svou kariéru pod jménem Paralysis (1992–1993) a poté Phlebotomy (1993–1995). Skupina prošla různými stylovými fázemi během své kariéry, začínající brutal death metalem v jejích počátcích, poté přecházela k symfonickému stylu blackened death/doom s jejich prvním EP. Poté hráli death/doom (ovlivnění britskými kapelami Paradise Lost a Anathema) ve svých počátečních albech a později gothic metal s následujícími alby. On Thorns I Lay patří mezi kapely první vlny gotického doomu, které systemizovaly princip kontrastujících vokálů známý jako styl "kráska a zvíře" (beauty and the beast), který se stal populárním koncem 90. let 20. století. Ke konci první části své kariéry na začátku 21. století přešli k jednoduššímu a introspektivnímu rock-metalovému stylu. Skupina šla v roce 2006 na pauzu, téměř deset let. Sešli se znovu v roce 2015 a postupně se vrátili k doom/death stylu svých začátků. Od svého znovusjednocení vydali tři alba a nové album má být vydáno v listopadu 2023. Stojí za zmínku, že skupina prošla rozpadem v letech 2021–2022. Několik jejích členů, včetně zpěváka, kytaristy a bývalého bubeníka, opustilo skupinu, aby znovuobnovili svou původní sestavu, Phlebotomy, a tak reaktivovali předchozí podobu skupiny, pod kterou také vydali nahrávku v roce 2023.
Během let skupina hrála v Řecku a v Evropě společně s Dream Theater, In Flames, Anathema, Amorphis, Katatonia, Tiamat, The Gathering, Satyricon, Septic Flesh a mnoha dalšími. Debutové studiové album s názvem Sounds of Beautiful Experience vyšlo v roce 1995 u firmy Holy Records, druhé dlouhohrající album Orama vyšlo v roce 1997.
K roku 2023 má kapela na svém kontě celkem deset studiových desek.

## Diskografie

### Studiová alba
- Sounds of Beautiful Experience (1995)
- Orama (1993)
- Crystal Tears (1999)
- Future Narcotic (2000)
- Angeldust (2002)
- Egocentric (2003)
- Eternal Silence (2015)
- Aegean Sorrow (2018)
- Threnos (2020)
- On Thorns I Lay (2023)

### Singly
- The Song of Sirens (2020)
- Erynies (2020)
- Newborns Skies (2023)